# 蔡维才
蔡维才（1933年—），曾用名蔡峰云，男，河北枣强人，中国作家，代表作《小铁头夺马南征记》。